# Дзьоборил
Дзьоборил (Ziphius) — рід китів родини Дзьоборилові. Цей рід налічує тільки один вид — Справжній дзьоборил (Ziphius cavirostris).